# Piotr Kwaśniewski
Piotr Kwaśniewski (* 8. března 1997, Gliwice) je polský fotbalový záložník či obránce, od července 2016 působící v klubu MKS Kluczbork, kde je na hostování z Piastu Gliwice. Je mládežnickým reprezentantem Polska. Jeho starší bratr Przemysław je fotbalový záložník, který od sezony 2014/15 hraje za LKS Czaniec.

## Klubová kariéra
Svoji fotbalovou kariéru začal v mužstvu ŁTS Łabędy, odkud v průběhu mládeže zamířil do Piastu Gliwice. Před sezonou 2013/14 se propracoval do seniorské kategorie. V klubu působil v A-týmu i rezervě. V červenci 2016 zamířil na roční hostování do klubu MKS Kluczbork.